# Cocodril Dundee a Los Angeles
Cocodril Dundee a Los Angeles (títol original en anglès: Crocodile Dundee in Los Angeles) és una pel·lícula australiana dirigida per Simon Wincer i estrenada el 2001. Ha estat doblada al català

## Argument
Mick, que viu feliç en el bosc australià, ha d'anar a Los Angeles per ajudar la seva dona a reprendre la direcció d'una revista. Descobreix que el seu predecessor investigava sobre un assumpte tèrbol.

## Llocs de rodatge
- Los Angeles, Califòrnia, Estats Units.
- Mckinlay, Queensland, Austràlia
- Melbourne, Victòria, Austràlia
- Queensland, Austràlia.

## Repartiment
- Linda Kozlowski: Sue Charleton
- Serge Cockburn: Mikey Dundee
- Alec Wilson: Jacko
- Clare Carey: Skater
- Aida Turturro: Jean Ferraro
- Jonathan Banks: Milos Drubnik
- Mike Tyson: ell mateix

## Al voltant de la pel·lícula
- Altres pel·lícules de la sèrie:
  - 1986: Crocodile Dundee de Peter Faiman
  - 1988: Crocodile Dundee II de John Cornell

## Nominacions
2001: Nominada als Premis Razzie: Pitjor remake o seqüela

## Crítica
"Si va gaudir amb les dues anteriors, li pot donar una oportunitat."